# Itanos

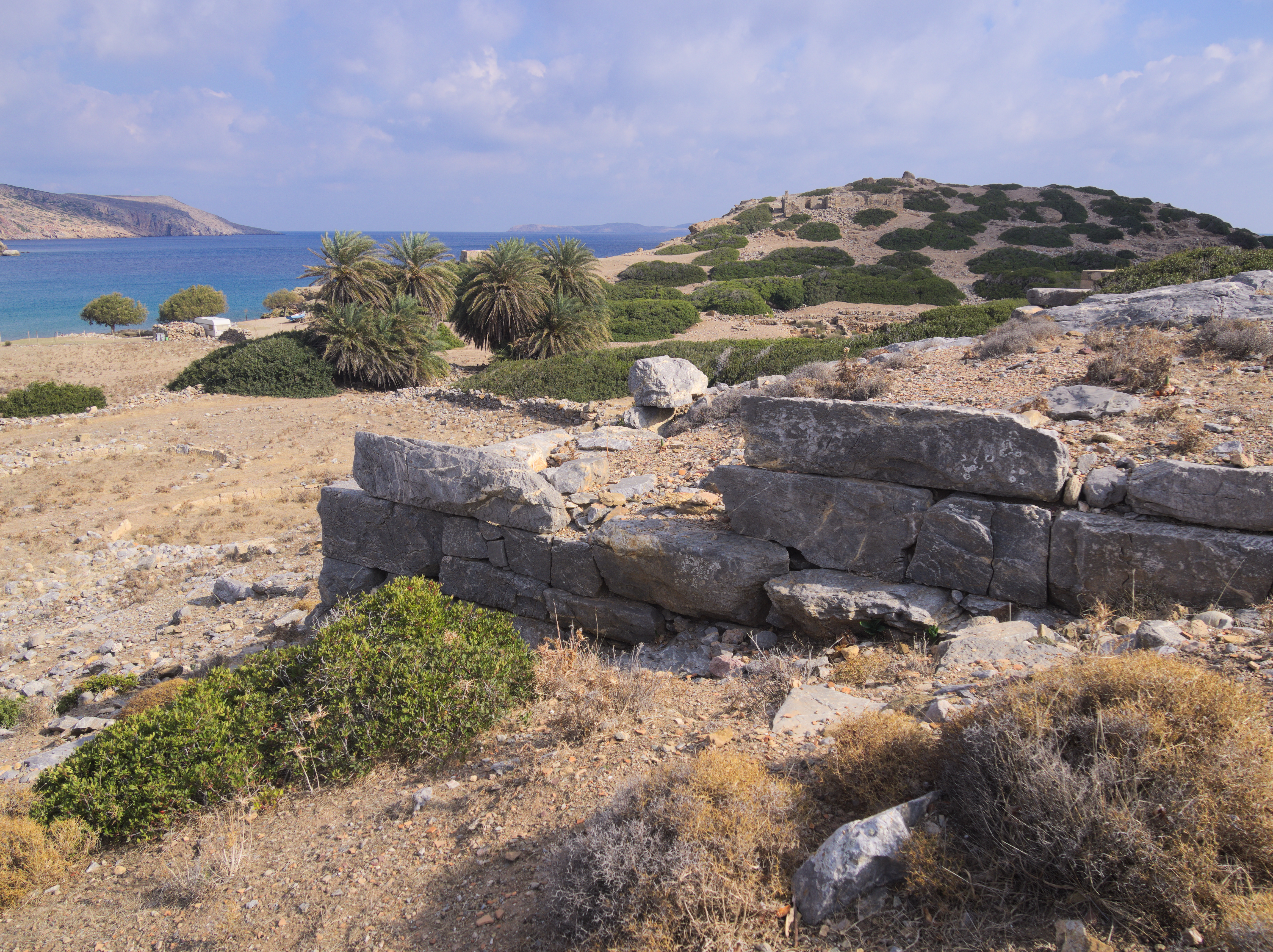
Fragment Akropolu

Itanos (łac. Itanus) – starożytne miasto, kolonia fenicka znajdująca się niegdyś na wschodnim wybrzeżu Krety, nieco na północ od dzisiejszego Palekastro. Miasto według greckiej tradycji miało powstać w czasie wojny trojańskiej.